# Ukrainische Grammatik
Dieser Artikel beschreibt die Grammatik der ukrainischen Sprache. Sie zählt zusammen mit Sprachen wie dem Polnischen zu den slawischen Sprachen, im engeren Rahmen zusammen mit dem Russischen und dem Belarussischen zu den ostslawischen Sprachen.
Grammatische Merkmale:
- 7 Kasus, 2 Numeri, 3 Genera. Ukrainisch ist damit die einzige ostslawische Sprache, die den Vokativ bewahrt hat.
- Für den Plural gibt es bei Adjektiven oder Pronomen keine Genus-Unterscheidung.
- Wie in den slawischen Sprachen allgemein gibt es zu fast allen Verben jeweils ein Aspektpaar (imperfektiv und perfektiv).
- Es gibt keine Artikel ('der', 'ein').
- Imperfektive Verben haben 3 Tempora (Präsens, Präteritum, Futur), bei perfektiven fehlt die Präsensbedeutung.
- Das imperfektive Futur kann analytisch oder synthetisch gebildet werden.
- Es gibt 3 Modi (Indikativ, Imperativ, Konditional) und 2 Genera Verbi (aktiv und passiv).
- Die alten Tempora Aorist, Imperfekt und periphrastisches Plusquamperfekt sind verloren gegangen.
- Der alte Dual ist nur noch in einigen erstarrten Wortformen wiederzufinden.

Einige phonetische und die Schrift betreffende Besonderheiten:
- Es gibt einen stimmhaften glottalen Laut [⁠ɦ⁠], geschrieben г ('h')
- Ursprüngliches 'i' und 'y' sind zu [⁠ɪ⁠] zusammengefallen, geschrieben и ('y');
die Infinitivendung ist -ти (-ty).
- Die Endung der Verben ist wie im Russischen in der 3. Person -t erhalten, allerdings palatalisiert (geschrieben -ть). Nur im Singular der e-Konjugation fehlt sie wie im Polnischen.
- Es gibt lange (geminierte) Konsonanten. Ebenso gibt es einen Laut [⁠w⁠], der teilweise gleich dem russischen 'в' (v), teilweise wie im Polnischen aus ursprünglichem hartem 'L' entstanden ist: ukrainisch писав (pysav) „[er] schrieb“ ≈ polnisch pisał [ˈpʲisaw], russisch писал (pisal).
- Der Apostroph (’) wird als Härtezeichen (dem russischen 'ъ' entsprechend) verwendet.
- Der Buchstabe Ї / ї, der als [ji] ausgesprochen wird.
- Einem russischen/polnischen 'o' entspricht häufig ein ukrainisches i oder vi-: відкритий (vidkrýtyj) „offen“, russisch открытый (otkrytyj).
Auch gibt es bei der Nominalflexion einen Wechsel o in offener Silbe <> i in geschlossener Silbe: вночі (vnoči) „in der Nacht“ <> ніч (nič) „die Nacht“, russisch ночь (noč').

## Schrift und Lautlehre
Die ukrainische Sprache ist aus größtenteils den gleichen Lauten wie das Russische zusammengesetzt; hinzu kommt das [⁠ɦ⁠], wie es zum Beispiel im Tschechischen zu finden ist. Bis auf palatalisierte Konsonanten gibt es keine Laute, die nicht in ähnlicher Form auch im Deutschen zu finden wären.

### Das Alphabet
- Das Ukrainische wird mit kyrillischen Buchstaben geschrieben. Verglichen mit dem russischen Alphabet fehlen einige Buchstaben und Zeichen (ъ ы э ё), andere sind hinzugekommen (і ї ґ є '), und einige weichen in ihrer Aussprache ab (в г е и).

- Die nachfolgende Tabelle gibt die ungebundene Aussprache der ukrainischen Buchstaben wieder. Die Kursivschrift ist auch angegeben, da sich hier einige Buchstaben erheblich von der Normalschrift unterscheiden.
- Bei Transkriptionen mit lateinischen Buchstaben gibt es mehrere Varianten, von denen in der vierten Spalte einige aufgelistet sind.

| Ukrainisches Alphabet | Russischer Buchstabe mit gleicher Aussprache | Aussprache in IPA                                                   | Umschriften                    |
| --------------------- | -------------------------------------------- | ------------------------------------------------------------------- | ------------------------------ |
| А а А а               | A a                                          | [ɑ] etwa wie 'a' in 'Vase'                                          | a                              |
| Б б Б б               | Б б                                          | [b] wie 'b' in 'Milbe'                                              | b                              |
| В в В в               | В в                                          | am verbreitetsten ist [w/u̯] wie englisches 'w'                      | v, w                           |
| Г г Г г               |                                              | stimmhaftes [ɦ]                                                     | h                              |
| Ґ ґ Ґ ґ               | Г г                                          | [g] wie 'g' in 'Algen'                                              | g                              |
| Д д Д д               | д                                            | [d] wie 'd' in 'bilden'                                             | d                              |
| E e E e               | э                                            | [ε] wie 'e' in 'Nest'                                               | e                              |
| Є є Є є               | e                                            | [jε] wie 'je' in 'jetzt'                                            | je                             |
| Ж ж Ж ж               | ж                                            | [ʒ] wie 'j' in 'Journal'                                            | ž, zh                          |
| З з З з               | з                                            | [z] wie 's' in 'Sonne'                                              | z                              |
| И и И и               | ы                                            | [ɪ] etwa wie in 'i' in 'bin'                                        | y                              |
| І і І і               | и                                            | [i] wie 'i' in 'Idee'                                               | i                              |
| Ї ї Ї ї               |                                              | [ji, jɪ] wie 'i' in 'Yitzhak'                                       | ji                             |
| Й й Й й               | й                                            | [j] wie 'j' in 'Jod'                                                | j                              |
| К к К к1              | к                                            | [k] wie 'k' in 'Jacke'                                              | k (Statt 'ks' auch 'x')        |
| Л л Л л 5             | л                                            | wie [ł] in englisch 'milk' vor i/j/j wie deutsches [l]              | l                              |
| М м М м               | м                                            | [m] wie 'm' in 'Mai'                                                | m                              |
| Н н Н н               | н                                            | [n] wie 'n' in 'nun'                                                | n                              |
| О о О о               | о                                            | [ɔ̝] etwa wie 'o' in 'oft' unbetont kommt auch [o] wie in 'oral' vor | o                              |
| П п П п 1             | п                                            | [p] wie 'p' in 'Lippe'                                              | p                              |
| Р р Р р2              | р                                            | gerolltes [r]                                                       | r                              |
| С с С с               | с                                            | [s] wie 'ß' in 'außen' kann auch stimmhaft werden                   | s (Zwischen Vokalen auch 'ss') |
| Т т Т т 1 4           | т                                            | [t] wie 't' in 'Alter'                                              | t                              |
| У у У у               | у                                            | [u] wie 'u' in 'Ural'                                               | u                              |
| Ф ф Ф ф               | ф                                            | [f] wie 'f' in 'offen'                                              | f                              |
| Х х Х х               | х                                            | [x] wie 'ch' in 'ach' vor i: [ç] wie 'ch' in 'ich'                  | x, ch, kh                      |
| Ц ц Ц ц 1             | ц                                            | [t͡s] wie 'z' in 'Zeitung'                                           | c, ts                          |
| Ч ч Ч ч 1             | ч                                            | [t͡ʃ] wie 'tsch' in 'deutsch'                                        | č, ch, tsch, tsh               |
| Ш ш Ш ш               | ш                                            | [ʃ] wie 'sch' in 'Schnee' kann auch stimmhaft werden                | š, sch, sh                     |
| Щ щ Щ щ 3             | (щ)                                          | [ʃt͡ʃ] wie 'schtsch'                                                 | šč, schtsch, shch, shtsh       |
| Ь ь Ь ь               | ь                                            | [j] palatale Aussprache der vorausgehenden Konsonanten              | ’, j, j                        |
| Ю ю Ю ю               | ю                                            | [ju] wie 'ju' in 'Jura'                                             | ju                             |
| Я я Я я               | я                                            | [ja] wie 'ja' in 'Jade'                                             | ja                             |

- Als Härtezeichen wird der Apostroph (') verwendet.
- Die Affrikaten [d͡z] und [d͡ʒ] werden durch zwei Buchstaben wiedergegeben: дз (dz) bzw. дж (dž).
- Die Lautverbindung 'jo' erscheint orthographisch als йо oder nach palatalisiertem Konsonant als ьо: сьогодні (s'ohódni) „heute“.

### Die Einzellaute

#### Konsonanten
- Alle Konsonanten außer й (j) kommen im Ukrainischen einmal in harter und einmal in weicher (palatalisierter) Variante vor.
  - Letztere erscheint vor і, й/я/є/ї/ю (i, j) oder wenn sie durch das Weichheitszeichen ь (') explizit verlangt wird.
  - Durch den Apostroph als Härtezeichen wird die Palatalisierung verhindert:
п'ять (p''jat') [pjatʲ] „fünf“, від'їзд (vid''jizd) „Abfahrt“, п'єса (p''jesa) [pjεsɑ] „Schauspiel“.
- Einige Konsonanten können auch geminiert (verdoppelt) auftreten.
  - Am Wortanfang bei einigen Formen des Verbs лити (lyty) „(ver)gießen“: ллю, ллє (llju, llje) ... [lʲ:u, lʲ:ε];
ebenso beim Verb ссати (ssaty) [s:ɑtı] „saugen“ und seinen Ableitungen.

##### Klassifikation und Merkmale
Die folgende Tabelle zeigt die Konsonanten der ukrainischen Sprache (mit в (v) in der Aussprache als Halbvokal).
Nicht-fettgedruckte Laute sind palatalisierte Varianten.
| Artikulations-Ort → | Labial   | Labial        | Coronal          | Coronal                | Coronal        | Dorsal  | Dorsal | Glottal |
| Artikulationsart    | Bilabial | Labio- dental | Dental/ Alveolar | Palatalisiert Alveolar | Post- alveolar | Palatal | Velar  | Glottal |
| ------------------- | -------- | ------------- | ---------------- | ---------------------- | -------------- | ------- | ------ | ------- |
| Nasal               | m        |               | n̪                |                        |                | nʲ      |        |         |
| Plosive             | p b      |               | t̪ d̪              |                        |                | tʲ dʲ   | k ɡ    |         |
| Affrikaten          |          |               | t͡s d͡z            | t͡sʲ d͡zʲ                | t͡ʃ d͡ʒ          |         |        |         |
| Frikative           |          | f             | s z              | sʲ zʲ                  | ʃ ʒ            |         | x      | ɦ       |
| Approximanten       | w        |               |                  |                        |                | j       |        |         |
| Lateral             |          |               | l                |                        |                | lʲ      |        |         |
| Vibrant             |          |               | r                | rʲ                     |                |         |        |         |

- Labiale:
b, p; w, f; m (б,п,в,ф,м).
Diese Laute sind mit orthographischen Ausnahmen meist hart,
ihnen kann nur dann ein jotifizierter Vokal (j + Vokal) folgen, wenn ein dentaler Konsonant *vorausgeht: свято (svjato) „Fest(tag)“,
und sie werden nicht verdoppelt.
- Post-alveolar:
ž, č, š (ж,ч,ш), und eigentlich auch šč (щ).
Im Gegensatz zum Urslawischen sind diese Laute im Ukrainischen hart geworden, was zur gemischten Deklination bei Substantiven führt.
Alle außer щ (šč) können verdoppelt werden.
Nur wenn einer dieser Laute verdoppelt wird, kann ihnen ein jotifizierter Vokal folgen: збіжжя (zbížžja) „Korn“.
Keiner dieser Laute steht vor einem Weichheitszeichen (ь).
- Dentale:
d, t; s, z; c; l, n (д,т,с,з,ц,л,н).
Wie im Urslawischen können alle diese Laute hart oder weich vorkommen.
Nur wenn ein Dental als letzter Laut in einem Präfix vorkommt, kann ihnen ein Härtezeichen (') folgen.
Dentale können verdoppelt werden.
- Alveolar:
r (р).
Der Alveolar kann hart oder weich vorkommen.
Am Silben- oder Wortende ist er immer hart, weshalb ihm kein Weichheitszeichen (ь) folgen kann.
Verdoppelt kommt er nur in Fremdwörtern vor.
- Velare:
h/g, k, ch (г/ґ,к,х).
Wie im Urslawischen sind Velare immer hart.
Diese Laute können nie verdoppelt werden,
ihnen kann kein Härtezeichen (') folgen.
Kommt einer dieser Laute vor einem jotifizierten oder weichen Vokal zu stehen, wird er durch die Gesetze der 1. und 2. Palatalisierung verändert.

##### Aussprache
- 1 Plosive und Frikative (p, t, k, c, č) werden unbehaucht gesprochen.
- 2 Das r wird gerollt wie etwa im Italienischen.
- 3 Die Aussprache von щ (šč) wird nicht wie im Russischen zu [ɕ:] abgeschliffen.
- Ein palatalisierter Konsonant wird etwa so gesprochen, als ob ihm in der Aussprache ein 'j' folgte: у хаті (u chati) [u xɑtʲi] „in der Hütte“.
4 Palatalisiertes 't' am Silbenende wird dabei wie polnisch 'ć' gesprochen, also etwa wie 'tch' in 'Hütchen'.
- 5 Hartes 'l' wird [ɫ] im englischen 'milk' gesprochen, weiches 'l' wie [l] im Deutschen.
/l+j/ verschmelzen zu einem weichen 'l', ohne dass das 'j' hörbar ist: люблять (ljubljat') [ˈlʲublʲatʲ] „[sie] mögen“.
- Verdoppelte Konsonanten werden länger gesprochen (wie etwa 'ttt' in 'Betttuch' [tː]).

#### Vokale und Diphthonge
- Im Ukrainischen werden nach ihrer Qualität 6 Vokale unterschieden: а,е,і,о,у,и (a,e,i,o,u,y).
- Es gibt keinen Unterschied hinsichtlich der Länge von Vokalen.

##### Klassifikation
- Als 'harte' Vokale werden bezeichnet:
a, o, u und aus urslawischem *y entstandenes y.
- Als 'weiche' gelten:
e, i und aus urslawischem *i entstandenes y.
- Als 'jotiert' werden Vokale bezeichnet, denen in der Aussprache ein 'j' vorausgeht. Für sie gelten besondere Schreibweisen:
- jo wird йo oder nach zu palatalisierendem Konsonanten ьо geschrieben.
- für ja, je, ji, ju gibt es die Buchstaben я (ja), є (je), ї (ji), ю (ju).
- für dialektales jy schreibt man йи (?) oder benutzt den Buchstaben ї.

|                  | Vorn | Hinten |
| ---------------- | ---- | ------ |
| Geschlossen      | i    | u      |
| Fast geschlossen | ɪ    |        |
| Halboffen        | ɛ    | ɔ      |
| Offen            |      | ɑ      |

- и (y) [ɪ] kann als zurückgezogener mittelhoher vorderer[1] oder gesenkter zurückgezogener hoher vorderer Vokal klassifiziert werden.
- o ist mittlerer Vokal.
- a ist vorgeschoben.[2]

##### Aussprache
- Die Vokale a, e, o, и (a,e,o,y) offen (ungespannt) wie in 'Vase, Nest, oft, bin'.
Unbetontes 'и (y)' klingt ähnlich dem deutschen Schwa wie in 'komme'.
  - Es gibt keine Abtönung von unbetontem 'o' zu [a] wie im Russischen.
  - Unbetontes 'o' kann eher dem 'u' angenähert als geschlossenes [o] wie in 'Opal' erscheinen.
- i, y (і,u) sind geschlossen (gespannt) wie in 'Idee, Ural'.
- Unbetonte Vokale werden kürzer und reduzierter als betonte gesprochen.

- Ein 'й (j)', das nach einem Vokal steht, bildet mit diesem zusammen in der Aussprache einen Diphthong:
дай (daj) [dai̯] „gib!“ (im Deutschen schriebe man dieses Wort 'dei').
- Der Halbvokal [w/u̯] (gesprochen wie im englischen 'Winston') existiert als dialekte Aussprache von в (v).
Bei dieser Aussprache können Vokal + /w/ zusammen einen Diphthong bilden, wie zum Beispiel ав (av) [au̯] (in deutscher Orthographie würde man 'au' schreiben).
Einen eigenen Silbenkern bildendes 'u' in russischen oder polnischen Wörtern erscheint im Ukrainischen oft als v: навчати (navčaty) „lehren“, polnisch 'nauczyć'.
- u-Diphthonge aus Fremdwörtern umschreibt man mit y (u): Фауст (Faust) „(Goethes) Faust“.

### Betonung
- Die Hauptbetonung kann bis auf die viertletzte Silbe zurückgehen. Sie wird im Folgenden durch einen Akzent (´) auf dem betonten Vokal gekennzeichnet.
- Zu jedem Wort muss man die Betonung lernen; sie ändert sich häufig zwischen verschiedenen Beugungsformen eines Wortes.
  - Zwischen Singular und Plural: místo - mistá „Stadt - Städte“.
  - Zwischen ich-Form und allen anderen Personen im Präsens: hovorjú - hovóryš „spreche - sprichst“.
  - Bei manchen Pronomen je nachdem, ob sie allein oder nach Präpositionen stehen: mené - u méne „mich - bei mir“ (ebenso tebé - tébe; johó - n'óho; jijí - néji), komú - na kómu „wem (Dativ/Lokativ) - zu wem“.

### Lautgesetze
Zeichenerklärung:
- Das Zeichen > oder -> bedeutet in Bezug auf Lautwandel 'wird zu',
- während < die Etymologie eines Lautes aus der urslawischen, im zweiten Schritt aus der urindogermanischen Sprache bezeichnet.
- Ein C steht stellvertretend für einen Konsonanten, V für einen Vokal.
- Der Asterisk (*) gibt an, dass das nachfolgende Wort oder der nachfolgende Laut rekonstruiert, aber nicht überliefert ist. Er fehlt in Beispielen bei solchen Wörtern, die im Altkirchenslawischen in identischer Form existierten.

#### Vokaleinschub
- Beim Aufeinandertreffen mehrerer Konsonanten am Wortende wird nach gewissen Regeln ein zusätzliches o (immer nach v/h/k/ch) bzw. e (vor l/m/r/c) dazwischengeschoben.
Dieser Einschub geschieht zwischen den Konsonanten an der mit _ gekennzeichneten Stelle in folgenden Umgebungen, wo C einen beliebigen Konsonanten vertritt:
  - ...C(ь)_l(ь)
  - ...C(ь)_m(ь)
  - ...C(ь)_r(ь)
  - ...C(ь)_c(ь)
  - ...C(ь)_k(ь);
Die Kombination sk bleibt aber erhalten
  - ...C(ь)_v(ь);
Die Kombination stv bleibt aber erhalten,
ebenso die Kombination v+Konsonant, sofern das v aus ursprünglichem 'L' entstanden ist: вовк (vovk) [wɔu̯k] „Wolf“, russisch волк (volk).

#### Palatalisierungen
Einige Konsonanten werden durch andere ausgetauscht, wenn sie vor bestimmten Vokalen oder 'j' stehen. Zum Beispiel wird дошка (doška) „Schultafel“ vor der Endung -i im Dativ oder Lokativ zu дошці (došci), weil durch Herantreten dieser Endung an den Wortstamm die 2. Palatalisierung des Stammendkonsonanten erzwungen wird.

##### 1. Palatalisierung
- Sie tritt auf vor den Vokalen e, y < i, a/i < ě < ē:
  - г/ґ (h/g) -> ж (ž)
  - k -> ч (č)
  - x (ch) -> ш (š)

##### 2. Palatalisierung
Sie tritt auf vor den Vokalen y < i < Diphthong, a/i < ě < Diphthong:
- - г/ґ (h/g) -> з (z)
  - k -> ц (c)
  - x (ch) -> c (s)

##### Jotifizierung
Sie betrifft die Konstellation ‚Konsonant + j‘:
- Nach Labialen (p, b, v, m) wird ein 'L' eingefügt. Dies ist der Grund für einige unregelmäßige Verbformen. Beispielsweise verschmilzt sp(a)- „schlafen“ mit der Endung der 3. Person Plural zu сплять (spljat') [splac] „[sie] schlafen“.
- Velare (h, g, k, ch) werden durch die 1. Palatalisierung verschoben, während das 'j' ausfällt (schon im Urslawischen nachzuweisen):
  - hj/gj -> ж (ž)
  - kj, ktj, tj -> ч (č)
  - chj -> ш (š)
- Außerdem:
  - dj -> ж (ž), bei Verben jedoch дж (dž)
  - sj -> ш (š)
  - stj -> skj -> щ (šč)
  - zdj / žj -> ждж (ždž)
  - zkj -> жч (žč)
  - lj, nj, rj -> ль, нь, рь (l', n', r')

#### Assimilation
- Je nach ihrer Umgebung im Satz gibt es einen auch orthographisch ausgedrückten Wechsel zwischen і <> й bzw. у <> в, wobei die Halbvokale (j/v) nach einem vorausgehenden Vokal erscheinen:
  - він іде <> вона йде (vin ide <> vona-jde) „er geht <> sie geht“.
  - утомився вже <> уже втомився (utomyvsja-vže <> uže-vtomyvsja) „schon ermüdet“.
  - і / й (i / j) „und“;
у / в (u / v) „in“.
- Stimmlose Obstruenten (p, t, k, c, č, s, š) werden vor stimmhaften Konsonanten ebenfalls stimmhaft: наш дід (naš did) [nɑʒdid] „unser Großvater“.
Das Gegenteil ist nicht der Fall: Es gibt also keine Auslautverhärtung oder Angleichung wie im Russischen oder Polnischen für stimmhafte Obstruenten (b, d, g, z, ž): березка (berézka) [bεrεzkɑ] „kleine Birke“.
- Plosive + nachfolgende Frikative werden normalerweise nicht zu Affrikaten zusammengezogen (also t+s zu [t͡s] usw.).
Solches geschieht nur mit den Suffixen -s'k- und -stv-.
- Konsonantenhaufen aus Sibilanten (inklusive Affrikaten) passen ihre Glieder dem letzten Konsonanten an: -š-sja (die reflexive Endung der 2. Person Singular: 'du dich') wird [sʲ:a] gesprochen.
- ž + dn -> žn, z + dn -> zn
p + tn -> pn, r + tn -> rn
s + kn -> sn, k + kn -> kn
st + n -> sn;
st + l -> sl.
- h+stvo, g+stvo, ž+stvo, z+stvo -> ztvo
k+stvo, č+stvo, c+stvo -> ctvo
ch+stvo, s+stvo, š+stvo -> stvo.
- h+s'kyj, g+s'kyj, ž+s'kyj, z+s'kyj -> z'kyj
k+s'kyj, č+s'kyj, c+s'kyj -> c'kyj
ch+s'kyj, s+s'kyj, š+s'kyj -> s'kyj

#### Dissimilation
- Vor der Infinitivendung -ти (-ty) werden 'd' oder 't' zu st:
klad- + -ty -> класти (klásty) „legen“,
 plet- + -ty -> плести (plestý) „flechten“.

### Historischer Lautwandel
Zwischen dem Urslawischen und dem heutigen Ukrainischen sind folgende charakteristische Lautwandel aufgetreten:

#### Vokale
- *i,y > и (y): ryti > рити (ryty) „graben“.
- *o,e vor Konsonant + ь oder ъ > i
(formal: {o,e} -> i | _C{ь,ъ}).
- *ě (ѣ):
  - am Wortanfang: *ě > ji:*ěsti > їсти (jísty) „essen“,
  - nach Postalveolaren (š, ž, č, dž): *ě > a: *ležěti > лежати (ležáty) „liegen“,
  - sonst: *ě > i.
- Der Nasal *ę (< idg. *en/em/n̩/m̩):
  - Nach einzelnem Labial (b,p,w,f,m): *ę >  'я (''ja): *pętь > п'ять (p''jat') „fünf“,
  - Nach Postalveolar (š, ž, č, dž): *ę > a: *kurčę > курча (kurčá) „Huhn“,
  - sonst: *ę > ja: telę > теля (teljá) „Kalb“.
- *l̩ (silbenbildenes 'L'):
  - *ъl, ьl (stimmhaftes l bzw. l') > ов (ov): vlъkъ > вовк (vovk) „Wolf“,
  - am Wortende: *lъ > в (v).

#### Konsonanten
- *l vor Konsonant oder am Wortende > в (v)
(formal: l -> v | _#).
- *dl,tl > l: *mydlo > мило (mylo) „Seife“.

#### Silben
- Wie im Russischen gibt es Pleophonie, d. h. zwischen Konsonanten werden die Lautkombinationen or/ol/er/el um einen zusätzlichen Vokal erweitert:
  - *or > opo (oro): *borda > борода (borodá) „Bart“,
  - *ol,el > oлo (olo): *bolto > болото (bolóto) „Sumpf“, *melko > молоко (molokó) „Milch“,
  - *er > epe (ere): *berza > береза (beréza) „Birke“.
- ьj:
  - C1ьj -> C1C1j (Konsonantenverdopplung nach einem Konsonanten mit Ausnahme von p (r) und Labialen),
aber: C1C2ьj -> C1C2j (keine Konsonantenverdopplung nach mehreren Konsonanten),
  - *ьje > ja (evtl. mit Konsonantenverdopplung): *žitьje > життя (žyttjá) „Leben“,
  - *ьjь > ej: *myšьjь > myšej,
  - *rьj > p'й (r'j),
  - *Labial + ьj > Labial +  'й ('j).

## Nominalflexion
Substantive, Adjektive und Pronomen werden wie im Deutschen nach Kasus, Numerus und Genus dekliniert; dabei gibt es für Substantive, Adjektive und Pronomen jeweils eigene Flexions-Schemata.
- Kasus: Im Ukrainischen werden die sieben Kasus Nominativ, Genitiv, Dativ, Akkusativ, Lokativ, Instrumentalis und Vokativ unterschieden.
Der Lokativ tritt nur noch nach Präpositionen auf, weshalb er im Russischen den Namen 'Präpositiv' trägt.
Nach den Flexionsübersichten werden die einzelnen Kasus näher besprochen.
- Numerus: Singular und Plural.
Der alte Dual ist nur in Resten vorhanden, entweder im Nominativ/Akkusativ als rekategorisierter Nominativ Plural oder bei einigen paarweisen Dingen wie bestimmten Körperteilen.
- Genus: Es werden teilweise sowohl das natürliche als auch das grammatische Geschlecht unterschieden: Das natürliche Geschlecht ist die inhärente Eigenschaft eines bezeichneten Objekts, ob es als belebt (Mensch, Tier) oder unbelebt klassifiziert wird; das grammatische Geschlecht unterscheidet wie im Deutschen nach maskulin, feminin und neutrum.

### Beugung von Substantiven
Die Beugungsschemata für Substantive kann man im Wesentlichen nach Geschlechtern unterteilen. Man unterscheidet 4 Klassen:

#### 1. Deklination
Hierzu gehören die meisten Substantive, die auf -a / -ja enden, also die meisten Feminina. Nur in dieser Klasse gibt es eine besondere Endung für den Akkusativ Singular.
|           | Hart                                                    | Gemischt                                                | Weich (ь)                                               | Weich (й)                                               |
|           | Singular                                                | Singular                                                | Singular                                                | Singular                                                |
| --------- | ------------------------------------------------------- | ------------------------------------------------------- | ------------------------------------------------------- | ------------------------------------------------------- |
| Nom.      | -а                                                      | -а                                                      | -ja                                                     | -ja                                                     |
| Gen.      | -y                                                      | -і                                                      | -і                                                      | -ji                                                     |
| Dat. 1    | -i                                                      | -і                                                      | -і                                                      | -ji                                                     |
| Akk.      | -u                                                      | -u                                                      | -ju                                                     | -ju                                                     |
| Ins.      | -oju                                                    | -eju                                                    | -eju                                                    | -jeju                                                   |
| Lok. 1    | s. Dativ Singular                                       | s. Dativ Singular                                       | s. Dativ Singular                                       | s. Dativ Singular                                       |
| Vok.      | -о                                                      | -е                                                      | -е                                                      | -je                                                     |
|           | Plural                                                  |                                                         |                                                         |                                                         |
| Nom. Vok. | -y                                                      | -і                                                      | -і                                                      | -ji                                                     |
| Gen. 2 3  | -                                                       | -                                                       | -ʲ                                                      | -j                                                      |
| Dat.      | -am                                                     | -am                                                     | -jam                                                    | -jam                                                    |
| Akk.      | belebt: s. Genitiv Plural unbelebt: s. Nominativ Plural | belebt: s. Genitiv Plural unbelebt: s. Nominativ Plural | belebt: s. Genitiv Plural unbelebt: s. Nominativ Plural | belebt: s. Genitiv Plural unbelebt: s. Nominativ Plural |
| Ins.      | -amy                                                    | -amy                                                    | -jamy                                                   | -jamy                                                   |
| Lok.      | -ach                                                    | -ach                                                    | -jach                                                   | -jach                                                   |

- 1 Velare Konsonanten unterliegen dem 2. palatalen Wechsel.
- 2 Bei Stämmen auf mehr als einen Konsonanten wird hier ein -e- oder -o- vor dem letzten Konsonanten dazwischen geschoben:
zémli -> zemél' „Ländereien“, símji -> siméj „Familien“, žinký -> žinók „Frauen“.
- 3 Bei Substantiven für Berufsbezeichnungen, die maskulin oder feminin verwendet werden können, wird der Genitiv Plural oft durch die Endung -iv gebildet.

#### 2. Deklination
|           | Maskulin                                                    | Maskulin                                                    | Maskulin                                                    | Maskulin                                                    | Neutrum               | Neutrum               | Neutrum               | Neutrum                                                              |
|           | Hart                                                        | Gemischt                                                    | Weich (ь)                                                   | Weich (й)                                                   | Hart                  | Gemischt              | Weich                 | Weich < *-ĭje                                                        |
|           | Singular                                                    | Singular                                                    | Singular                                                    | Singular                                                    | Singular              | Singular              | Singular              | Singular                                                             |
| --------- | ----------------------------------------------------------- | ----------------------------------------------------------- | ----------------------------------------------------------- | ----------------------------------------------------------- | --------------------- | --------------------- | --------------------- | -------------------------------------------------------------------- |
| Nom.      | -                                                           | -                                                           | -ʲ nach p: -                                                | -j                                                          | -o                    | -e                    | -e                    | -ja                                                                  |
| Gen.      | -a -u                                                       | -a -u                                                       | -ja -ju                                                     | -ja -ju                                                     | -a                    | -a                    | -ja                   | -ja                                                                  |
| Dat.      | -ovi -u                                                     | -evi -u                                                     | -evi -ju                                                    | -jevi -ju                                                   | -u                    | -u                    | -ju                   | -ju                                                                  |
| Akk.      | belebt: s. Genitiv Singular unbelebt: s. Nominativ Singular | belebt: s. Genitiv Singular unbelebt: s. Nominativ Singular | belebt: s. Genitiv Singular unbelebt: s. Nominativ Singular | belebt: s. Genitiv Singular unbelebt: s. Nominativ Singular | s. Nominativ Singular | s. Nominativ Singular | s. Nominativ Singular | s. Nominativ Singular                                                |
| Ins.      | -om                                                         | -em                                                         | -em                                                         | -jem                                                        | -om                   | -em                   | -em                   | -jam                                                                 |
| Lok.      | -ovi -i nach Velar: -u                                      | -evi -i                                                     | -evi -i                                                     | -jevi -ji                                                   | -i                    | -i                    | -i                    | -i                                                                   |
| Vok.      | -u -e                                                       | -e -u                                                       | -ju                                                         | -ju                                                         | s. Nominativ Singular | s. Nominativ Singular | s. Nominativ Singular | s. Nominativ Singular                                                |
|           | Plural                                                      |                                                             |                                                             |                                                             |                       |                       |                       |                                                                      |
| Nom. Vok. | -y                                                          | -i                                                          | -i                                                          | -ji                                                         | s. Genitiv SINGULAR   | s. Genitiv SINGULAR   | s. Genitiv SINGULAR   | s. Genitiv SINGULAR                                                  |
| Gen.      | -iv                                                         | -iv                                                         | -iv bei einigen: -ej                                        | -jiv                                                        | -                     | -                     | -ʲ                    | -ʲ nach postalveolarem Sibilant: - einsilbig: -iv nach Labial: -'jiv |
| Dat.      | -am                                                         | -am                                                         | -jam                                                        | -jam                                                        | -am                   | -am                   | -jam                  | -jam                                                                 |
| Akk.      | belebt: s. Genitiv Plural unbelebt: s. Nominativ Plural     | belebt: s. Genitiv Plural unbelebt: s. Nominativ Plural     | belebt: s. Genitiv Plural unbelebt: s. Nominativ Plural     | belebt: s. Genitiv Plural unbelebt: s. Nominativ Plural     | s. Nominativ Plural   | s. Nominativ Plural   | s. Nominativ Plural   | s. Nominativ Plural                                                  |
| Ins.      | -amy                                                        | -amy                                                        | -jamy                                                       | -jamy                                                       | -amy                  | -amy                  | -jamy                 | -jamy                                                                |
| Lok.      | -ach                                                        | -ach                                                        | -jach                                                       | -jach                                                       | -ach                  | -ach                  | -jach                 | -jach                                                                |

#### 3. Deklination
Zu dieser Klasse gehören nur Feminina. Viele Kasus haben die gleiche Endung, sie sind in der folgenden Tabelle in jeweils einer Zeile zusammengefasst.
|                           | Gemischt | Weich (ь) |
|                           | Singular | Singular  |
| ------------------------- | -------- | --------- |
| Nom. 1 Akk. 1 Vok. 1      | -        | -ʲ        |
| Gen. Dat.                 | -i       | -i        |
| Ins. 1 2 < urslaw. '-ĭjǫ' | -ju      | -ju       |
|                           | Plural   |           |
| Nom. Akk. Vok.            | -i       | -i        |
| Gen.                      | -ej      | -ej       |
| Dat.                      | -jam     | -jam      |
| Ins.                      | -jamy    | -jamy     |
| Lok.                      | -jach    | -jach     |

- 1 Ein -o- wird in geschlossener Silbe zu -i-: ніч, нoчі (nič, noči) „Nacht, Nächte“.
- 2 Verdoppelung des Endkonsonanten: ніч, ніччю (nič, niččju) „Nacht (Nom., Ins.)“.

#### 4. Deklination
Zu dieser Klasse gehören nur Neutra mit der urslawischen Endung '-ę'. Diese Substantive verlieren in einigen Kasus ihren letzten Konsonanten (n oder t).
|                | n-Stämme                         | t-Stämme                         | t-Stämme                         |
|                | Singular                         | Singular                         | Singular                         |
| -------------- | -------------------------------- | -------------------------------- | -------------------------------- |
| Nom. Akk. Vok. | ім’я (im''já) „Vorname“          | теля (teljá) „Kalb“              | курча (kurčá) „Huhn“             |
| Gen.           | s. Dativ oder Nominativ Singular | teljaty                          | kurčáty                          |
| Dat. Lok.      | імені (ímeni)                    | teljati                          | kurčáti                          |
| Ins.           | іменем (ímenem) ім'ям (im''jam)  | teljam                           | kurčám                           |
|                | Plural                           |                                  |                                  |
| Nom. Vok.      | імена (imená)                    | teljata                          | kurčáta                          |
| Gen.           | імен (imén)                      | teljat                           | kurčát                           |
| Dat.           | іменам (imenám)                  | teljatam                         | kurčátam                         |
| Akk.           | s. Nominativ Plural              | s. Nominativ oder Genitiv Plural | s. Nominativ oder Genitiv Plural |
| Ins.           | іменами (imenámy)                | teljatamy                        | kurčátamy                        |
| Lok.           | (по) іменах (po imenách)         | teljatach                        | (na) kurčátach                   |

### Beugung von Adjektiven
- Die Wörterbuchform ist der Nominativ Singular Maskulin.
- Das Genus wird nur im Singular unterschieden.
- Es gibt drei Typen von Adjektiven:
  - Hartstämmige Adjektive (hierzu gehören auch solche auf postalveolare Sibilanten)
  - Weichstämmige Adjektive auf -ij
  - Weichstämmige Adjektive auf -jij;
diese werden genauso wie die Adjektive auf -ij dekliniert, jedoch wird bei den angehängten Endungen '-i-' durch -ji-, '-ʲ-' durch -j- ersetzt.

|      |              | Singular   | Singular                                                    | Singular                                                    | Plural                                                      |
|      |              | Feminin    | Maskulin                                                    | Neutrum                                                     |                                                             |
| ---- | ------------ | ---------- | ----------------------------------------------------------- | ----------------------------------------------------------- | ----------------------------------------------------------- |
| Nom. | hart: weich: | -a -ja     | -yj -ij                                                     | -e -je                                                      | -i                                                          |
| Gen. | hart: weich: | -oji -ʲoji | -oho -ʲoho                                                  | -oho -ʲoho                                                  | -ych -ich                                                   |
| Dat. | hart: weich: | -ij        | -omu -ʲomu                                                  | -omu -ʲomu                                                  | -ym -im                                                     |
| Akk. | hart: weich: | -u -ju     | belebt: s. Genitiv Singular unbelebt: s. Nominativ Singular | belebt: s. Genitiv Singular unbelebt: s. Nominativ Singular | belebt: s. Genitiv Singular unbelebt: s. Nominativ Singular |
| Ins. | hart: weich: | -uju -ʲuju | -ym -im                                                     | -ym -im                                                     | -ymy -imy                                                   |
| Lok. | hart: weich: | -ij        | -omu 1 -ʲomu 1                                              | -omu 1 -ʲomu 1                                              | -ych -ich                                                   |

- 1 Als urslawisches Relikt gibt es alternativ noch die (ursprünglich indefinite) Endung -im.
- Ein weiteres urslawisches Relikt indefiniter Flexion sind einige wenige (meist possessive) Adjektive, die im Nominativ Singular Maskulin gar keine Endung haben, sonst aber dem obigen Schema gemäß dekliniert werden. Hierzu gehören bábyn, babyna „der Großmutter gehörig“, brátiv, bratova „dem Bruder gehörig“, povínen, povinna „~ müssen“.

### Steigerung und Vergleiche
- Es gibt zwei Arten, um Adjektive in den Komparativ zu setzen:

1. Durch das hartstämmige Komparativsuffix -(i)šyj, das an den Stamm des Adjektivs (erhältlich durch Weglassen der Grundformendung -yj/ij/jij) angehängt wird:
молодий -> молодший (molodýj -> molódšyj) „jung -> jünger“.
Hierbei gibt es einige unregelmäßige Adjektive:
добрий -> кращий (dóbryj -> kráščyj) „gut -> besser“,
великий -> більший (velýkyj -> bíl'šyj) „groß -> größer / mehr“,
малий -> ме́нший (malýj -> ménšyj) „klein -> kleiner“.
2. Durch Voranstellen des unveränderlichen Adverbs bil'š „mehr“:
гарний -> більш гарний (hárnyj -> bil'š hárnyj) „schön -> schöner“.
Dementsprechend auch mit menš „weniger“: менш гарний (menš hárnyj) „weniger schön“.

- Der Superlativ wird durch Voranstellen von naj- an eine beliebige Komparativform gebildet:
молодший -> наймолóдший (molódšyj -> najmolódšyj) „jünger -> jüngster“,
кращий -> найкращий (kráščyj -> najkráščyj) „besser -> bester“.
Mit der Religion assoziierte Wörter nehmen stattdessen auch pre- „sehr“ als Superlativpräfix.

- Im Positiv wird mithilfe von як (jak) „wie“ verglichen:
Київ великий як Берлін (Kyjív velýkyj jak Berlin) „Kiew ist so groß wie Berlin“.
- Im Komparativ mit ніж (niž) oder від (vid):
Київ більший ніж Гамбурґ (Kyjív bíl'šyj niž Hamburg) „Kiew ist größer als Hamburg“.

### Beugung von Pronomen
Pronomen haben in vielen Formen ähnliche Endungen wie Adjektive.

#### Personal- und Possessivpronomen
- Die Personalpronomen der 1. und 2. Person Singular weisen einige Besonderheiten auf. Hier gibt es keine Genus-Unterscheidung.
- Bis auf einige wenige Formen werden sie im Singular und Plural jeweils gleich dekliniert.
Die folgende Tabelle ist so gestaltet, dass die in mehreren Kasus gleichen Formen nur einmal aufgeführt werden.

|                   | Singular        | Singular       | Plural          | Plural          |
|                   | 1. Person 'ich' | 2. Person 'du' | 1. Person 'wir' | 2. Person 'ihr' |
| ----------------- | --------------- | -------------- | --------------- | --------------- |
| Nominativ         | я (ja)          | ти (ty)        | ми (my)         | ви (vy)         |
| Genitiv Akkusativ | мене (mené)     | тебе (tebé)    | нас (nas)       | вас (vas)       |
| Lokativ           | мені (meni)     | тобі (tobi)    | нас (nas)       | вас (vas)       |
| Dativ             | мені (meni)     | тобі (tobi)    | нам (nam)       | вам (vam)       |
| Instrumental      | мною (mnoju)    | тобою (toboju) | нами (namy)     | вами (vamy)     |

- Die Personalpronomen der 3. Person werden ähnlich wie Adjektive dekliniert.
Im Nominativ haben sie den Stamm von-, in anderen Kasus den Stamm j-.
- Nach einer Präposition wird ein n- vorangestellt; daher die Doppelformen im Genitiv und Akkusativ.
Im Lokativ und Instrumental ist dieses n- schon zu einem festen Bestandteil des Personalpronomens geworden.

|              | Singular                     | Singular                     | Singular                | Plural                  |
|              | Maskulin                     | Neutrum                      | Feminin                 |                         |
| ------------ | ---------------------------- | ---------------------------- | ----------------------- | ----------------------- |
| Nominativ    | він (vin)                    | воно (vono)                  | вона (voná)             | вони (vony)             |
| Genitiv      | його (joho) -- нього (njoho) | його (joho) -- нього (njoho) | її (jiji) -- неї (neji) | їх (jich) -- них (nych) |
| Akkusativ    | його (joho)                  | його (joho)                  | її (jiji)               | їх (jich) -- них (nych) |
| Lokativ      | ньому (njomu) нім (nim)      | ньому (njomu) нім (nim)      | ній (nij)               | них (nych)              |
| Dativ        | йому (jomu)                  | йому (jomu)                  | їй (jij)                | їм (jim)                |
| Instrumental | ним (nym)                    | ним (nym)                    | нею (neju)              | ними (nymy)             |

- Der Genitiv wird nur nach Präpositionen oder als direktes Objekt verwendet.
Zur Besitzangabe verwendet man die Possessivpronomen.
- Die Possessivpronomen 'mein' und 'dein' werden identisch dekliniert:

|              | Maskulin                              | Neutrum                           | Feminin                         | Plural                                  |
| ------------ | ------------------------------------- | --------------------------------- | ------------------------------- | --------------------------------------- |
| Nominativ    | мій - твій (mij - tvij)               | моє - твоє (mojé - tvoje)         | моя - твоя (mojá - tvoja)       | мої - твої (mojí - tvoji)               |
| Genitiv      | мого - твого (moho - tvoho)           | мого - твого (moho - tvoho)       | моєї - твоєї (mojeji - tvojeji) | моїх - твоїх (mojich - tvojich)         |
| Dativ        | моєму - твоєму (mojemu - tvojemu)     | моєму - твоєму (mojemu - tvojemu) | моїй - твоїй (mojij - tvojij)   | моїм - твоїм (mojim - tvojim)           |
| Akkusativ    | s. Nom. Sg. mask. oder Gen. Sg. mask. | s. Nom. Sg. ntr.                  | мою - твою (moju - tvoju)       | s. Nominativ Plural oder Genitiv Plural |
| Instrumental | моїм - твоїм (mojim - tvojim)         | моїм - твоїм (mojim - tvojim)     | моєю - твоєю (mojeju - tvojeju) | моїми - твоїми (mojimy - tvojimy)       |
| Lokativ      | s. Dativ Singular mask.               | s. Dativ Singular mask.           | s. Dativ Singular fem.          | s. Genitiv Plural                       |

- Gleiches gilt für 'unser' und 'euer':

|              | Maskulin                              | Neutrum                           | Feminin                         | Plural                            |
| ------------ | ------------------------------------- | --------------------------------- | ------------------------------- | --------------------------------- |
| Nominativ    | наш - ваш (naš - vaš)                 | наше - ваше (naše - vaše)         | наша - ваша (naša - vaša)       | наші - ваші (naši - vaši)         |
| Genitiv      | нашого - вашого (našoho - vašoho)     | нашого - вашого (našoho - vašoho) | нашої - вашої (našoji - vašoji) | наших - ваших (našych - vašych)   |
| Dativ        | нашому - вашому (našomu - vašomu)     | нашому - вашому (našomu - vašomu) | нашій - вашій (našij - vašij)   | нашим - вашим (našym - vašym)     |
| Akkusativ    | s. Nom. Sg. mask. bzw. Gen. Sg. mask. | s. Nom. Sg. ntr.                  | нашу - вашу (našu - vašu)       | s. Nom. Plural bzw. Gen. Plural   |
| Instrumental | нашим - вашим (našym - vašym)         | нашим - вашим (našym - vašym)     | нашою - вашою (našuju - vašuju) | нашими - вашими (našymy - vašymy) |
| Lokativ      | s. Dativ Singular mask.               | s. Dativ Singular mask.           | s. Dativ Singular fem.          | s. Genitiv Plural                 |

- Für den Besitz des Subjekts ('mein eigener, dein eigener, sein eigener...') verwendet man ein spezielles Possessivpronomen:
свій, своє, своя, свої (svij, svojé, svojá, svojí).
- Für den Besitz von jemand anderem verwendet man in der 3. Person Plural їхній (jíchnij) „ihr, von ihnen“, das ganz normal wie ein weiches Adjektiv flektiert wird.

#### Demonstrativpronomen
- Das Pronomen той (toj) „jener“ hat folgende Deklination. Weitere Verwendungen:
той же ((самий)) (toj že sámyj) „der gleiche, derselbe“,
той, хто (toj chto) „der eine, welcher“,
саме той (sáme toj) „genau der“.

|              | Maskulin                                    | Neutrum               | Feminin           | Plural                                  |
| ------------ | ------------------------------------------- | --------------------- | ----------------- | --------------------------------------- |
| Nominativ    | той (toj)                                   | те                    | та                | ті                                      |
| Genitiv      | того (toho)                                 | того (toho)           | тієї (tieji)      | тих (tych)                              |
| Dativ        | тому (tomu)                                 | тому (tomu)           | тій (tij)         | тим (tym)                               |
| Akkusativ    | s. Nominativ Singular oder Genitiv Singular | s. Nominativ Singular | ту (tu)           | s. Nominativ Plural oder Genitiv Plural |
| Instrumental | тим (tym)                                   | тим (tym)             | тією (tieju)      | тими (tymy)                             |
| Lokativ      | тому (tomu) тім                             | тому (tomu) тім       | s. Dativ Singular | тих (tych)                              |

- Ein weiteres Demonstrativpronomen ist цей (cej) „dieser“.

#### Interrogativpronomen
- Beim Interrogativpronomen хто, що (chto, ščo) „wer, was“ wird zwischen belebt und unbelebt unterschieden.
Es gibt keinen Plural.

|               | Belebt      | Unbelebt              |
| ------------- | ----------- | --------------------- |
| Nominativ     | хто (chto)  | що (ščo)              |
| Genitiv       | кого (koho) | чого (čoho)           |
| Akkusativ     | кого (koho) | s. Nominativ Singular |
| Dativ Lokativ | кому (komu) | чому (čomu)           |
| Instrumental  | ким (kym)   | чим (čym)             |

- Der Genitiv wird nur nach Präpositionen verwendet.
- In der Frage nach einem Besitzer verwendet man das deklinierbare чий (čyj) „wessen“:
чий це будинок? (čyj ce budýnok) „wem gehört dieses Haus?, wessen Haus ist das?“.

|              | Maskulin                                                | Neutrum                    | Feminin                | Plural                                  |
| ------------ | ------------------------------------------------------- | -------------------------- | ---------------------- | --------------------------------------- |
| Nominativ    | чий (čyj)                                               | чиє (čyjé)                 | чия (čyjá)             | чиї (čyjí)                              |
| Genitiv      | чийого (čyjoho)                                         | чийого (čyjoho)            | чиєї (čyjeji)          | чиїх (čyjich)                           |
| Dativ        | чиєму (čyjemu)                                          | чиєму (čyjemu)             | чиїй (čyjij)           | чиїм (čyjim)                            |
| Akkusativ    | s. Nominativ Singular mask. oder Genitiv Singular mask. | s. Nominativ Singular ntr. | чию (čyju)             | s. Nominativ Plural oder Genitiv Plural |
| Instrumental | чиїм (čyjim)                                            | чиїм (čyjim)               | s. Dativ Singular fem. | чиїми (čyjimy)                          |
| Lokativ      | чийому (čyjomu)                                         | чийому (čyjomu)            | s. Dativ Singular fem. | s. Genitiv Plural                       |

### Kasus und Präpositionen
Im Folgenden werden die wichtigsten Funktionen der 7 Kasus dargestellt, außerdem die jeweils zu einem Kasus gehörigen Präpositionen und ihre generelle Bildung.

#### Nominativ
- Der Nominativ ist die in Wörterbüchern an erster Stelle angegebene Form. Einige ukrainische Wörter sind hier gleich im Plural aufgelistet, da sie im Singular nicht vorkommen:
двері (dveri) „Tür“, ножиці (nóžyci) „Schere“, штани (štani) „Hose“.
- Der Nominativ steht:
  - in Benennungen: його звати/звуть ... (johó zvaty/zvutʲ) „er heißt ...“,
  - als Apposition: у ресторані «Карпати» (u restorani Karpaty) „im Restaurant 'Karpaty'“n
  - als aktives Subjekt (wer?),
  - als Prädikat: Лондон – столиця Англії (London - stolycja Angljiji) „London ist die Hauptstadt von England“,
Пьотр – журналіст (P'otr - žurnalist) „Peter ist Journalist“.
- Der Nominativ darf nach folgenden Zahlwörtern stehen:
  - 1, 21, 31 usw. (im Singular!):
одна людина (odná ljudýna) „EIN Mensch“, двáдцять один день (dvadcjat' odýn den') „21 Tage“.
  - 2, 22, 32 usw.: два дні (dva dni) „zwei Tage“.
  - 3, 23, 33 usw.: три чверті (try čvérti) „dreiviertel“.
  - 4, 24, 34 usw.: чотири рази (čotýry razý) „viermal“.
- Bei vielen einsilbigen Wörtern mit geschlossener Stammsilbe erscheint im Nominativ der Stammvokal als i, während er in anderen Kasus o oder manchmal e lautet:
кінь (kin') „Pferd“ (Stamm: kon'-),
ніч (nič) „Nacht“ (Stamm: noč),
сіль (sil') „Salz“ (Stamm: sol'-),
стіл (stil) „Tisch“ (Stamm: stol-).

- Der Nominativ Plural hat in der 1. und 3. Deklination dieselben Endungen wie der Genitiv Singular.
Maskulina der 2. Deklination haben ebenfalls die Endungen -и/і/ї (-y/i/ji).
- Neutra haben im Nominativ Plural -a/я (-a/ja).
- Adjektive haben im Nominativ Plural -i/ї -(i/ji).

#### Genitiv
- Der Genitiv wird häufig wie im Deutschen verwendet (wessen? wovon? wie?), indem er Besitz und Zugehörig angibt: голова комісії (holova komisiji)„der Leiter der Kommission“.
- Er steht außerdem bei Zeitangaben: якого числа? - першого січня (jakoho čysla? - peršoho sičnja) „an welchem Datum? - am 1. Januar“.
- Der Genitiv vertritt den unbestimmten Akkusativ des direkten Objekts in verneinten Sätzen: стола я ще не замовив (stola ja šče ne zamovyv) ([eines] Tisches ich noch nicht bestellte) „ich habe noch keinen Tisch bestellt“.
- Er steht als Partitiv „(etwas) (von)“:
Дайте, будь ласка, хліба й масла (dajte, bud' laska, chliba j masla) „geben Sie [mir] (etwas) (vom) Brot und (etwas) (von der) Butter“.
- Statt des Nominativs oder des unbelebten Akkusativs verwendet man nach den Zahlwörtern 5–20, 25–30, 35–40 usw. den Genitiv Plural:
п'ять діб (p''jat' dib) „fünf (24-Stunden-)Tage“.
- Er steht unter anderem nach den Präpositionen без (bez) „ohne“, біля (bilja) „neben, entlang“, близько (blyz'ko) „nahe“, від - до (vid - do) „von - bis (zu)“, для (dlja) „für“, крім (krim) „außer(dem)“, після (pislja) „nach (zeitlich)“ und з (z) in der Bedeutung „von/aus“: з Києва (z Kyjeva) „aus Kiew“,
для чого? (dlja čóho?) „wozu?“.

- Substantive der 1. Deklination:
  - Sie enden im Genitiv Singular je nach Stammauslaut auf -и/і/ї (-y/i/ji).
  - Im Plural haben sie keine Endung bzw. es bleibt ein -ь/й (-'/j) zurück.
Dabei wird in einsilbigen Wörtern betontes -e/o- zu -i-: доба -> діб (doba -> dib) „24-Stunden-Tag“.
Endet der Stamm auf mehrere Konsonanten, wird ein zusätzlicher Vokal eingeschoben1: журналістка -> журналісток (žurnalistka -> žurnalistok) „Journalistin -> der Journalistinnen“, читальня -> читалень (čytal'nja -> čytalen') „Lesesaal -> der Lesesäle“.
- Substantive der 2. Deklination:
  - Neutra haben im Singular die Endung -y/ю (-u/ju).
Im Plural steht keine Endung, weichstämmige Neutra lassen ein -ь (-') zurück.
Bei einsilbigen Wörtern wird wie bei der 1. Deklination betontes -e/o- zu -i-: село -> сіл (selo -> sil) „Dorf“.
Auch hier gibt es bei Stämmen, die auf mehrere Konsonanten enden, einen zusätzlich einzuschiebenden Vokal1: вікно –> вікон (viknó -> vikon) „Fenster -> der Fenster“, ядро – ядер (jadró - jader) „Kern -> der Kerne“.
  - Maskulina haben im Singular die Endung -a/я (-a/ja)
Im Plural steht meist -ів (-iv)
  - Viele Maskulina haben jedoch im Singular wie die Neutra die Endung -y/ю (-u/ju); hierzu gehören Substantive für abstrakte Konzepte, Gewichte und Maße, Sammelbegriffe, Einrichtungen und Institutionen, psychische Zustände, Naturphänomene und andere: університету, дощу, ідеалу (universytetu, došču, idealu) „der Uni, des Regens, des Ideals“.
  - Bei einigen davon können im Genitiv Singular beide Arten von Endungen auftreten, wobei sich der Grundbegriff differenziert:
рака <> ракy (raka <> raku) „des Hummers <> des Krebses (zool./astr./med.)“, соняшника <> соняшнику (sonjašnyka <> sonjašnyku) „der Sonnenblume - des Sonnenblumenkerns“.
- Substantive der 3. Deklination haben im Singular -i, im Plural -ей (-ej).
- ім'я (im''ja) „Vorname“ hat im Genitiv Singular імені (imeni), im Plural імен (imen).
Die t-stämmigen Substantive der 4. Deklination fügen im Genitiv Singular zur Grundform ein -ти (-ty) hinzu, im Plural -т (-t).
- Maskuline und neutrale Adjektive haben im Genitiv Singular die Endung -ого (-oho), feminine haben -ої (-oji).
Im Genitiv Plural steht dieselbe Endung wie im Lokativ Plural.

1 Der zu ergänzende Vokal (e oder o) wird nach den Regeln des Vokaleinschubs ausgewählt.

#### Dativ
- Der Dativ steht als Kasus des indirekten Objekts (wem?):
Треба сказати їм правду (treba skazaty jim pravdu) „man sollte ihnen die Wahrheit sagen“.
- Er steht in vielen unpersönlichen Ausdrücken:
  - мені холодно (meni cholodno) „mir ist kalt“,
  - Це їй здається (ce jij zdajet'sja) „das denkt sie, ihr scheint es so“,
  - мені буде приємно (meni bude pryjemno) „es wird mir gefallen/willkommen sein“,
  - мені сподобався цей фільм (meni spodobavsja cej fil'm) „mit gefiel der Film, ich mochte den Film“,
  - мені не працюється „ich kann mich nicht an die Arbeit machen“ (?),
  - мені потрібно „ich brauche“,
  - мені не можна „ich darf nicht, mir ist (es) nicht erlaubt (zu)“,
  - Bei Altersangaben: cкільки їм років? (skil'ky jim rokiv?) „wie alt sind sie?“ - йому 20 років, а їй 18 (jomu dvádcjat' rokiv, a jij visimnádcjat') „er ist 20 Jahre alt, und sie 18“.
- Der Dativ steht nach den Präpositionen
завдяки (zavdjaký) „dank, kraft“, всупереч (vsýpereč) „im Gegensatz zu, trotz“, наперекір (naperekír) „ungeachtet, trotz, im Gegensatz zu“.

- Der Dativ Singular hat folgende Endungen:
  - Die Nominativ-Singular-Endung -a/я (-a/ja) wird ersetzt durch -i; dabei gibt es einen Lautwechsel: -ка/га/ха (-ka/ha/cha) -> -ці/зі/сі (-ci/zi/si).
Die Endung -i steht auch bei den Femina der 3. Deklination
und bei den Neutra der 4. Deklination (-ені, -ті (-eni, -ti)).
  - Neutra der 2. Deklination haben -y/ю (-u/ju).
  - Maskulina haben normalerweise je nach Stammauslaut -ові/еві/єві (-ovi/evi/jevi)
oder alternativ wie die Neutra die Endung -y/ю (-u/ju).
In mehrgliedrigen Personennamen (z. B. Vor- und Nachname) nimmt das zweite Element gewöhnlich diese kürzere Endung: панові Іванові Шевченку (panovi Ivanovi Ševčenku) „[dem] Herrn Iwan Schewtschenko“.
- Im Plural steht die Endung -ами/-ями (-amy/-jamy).
- Maskuline und neutrale Adjektive haben im Dativ Singular die Endung -ому (-omu), feminine -ій/їй (-ij/jij).
Im Dativ Plural steht je nach Stammauslaut -им/im/їм (-ym/im/jim).

#### Akkusativ
- Der Akkusativ steht als direktes Objekt (wen?) bei UNVERNEINTEM Prädikat: Він зробив помилку (vin zrobyv pomylku) „er machte einen Fehler“.
- Er steht bei zeitlicher Ausdehnung: цілу годину (cilu hodynu) „eine ganze Stunde lang“.
- Er steht bei den Präpositionen крізь (kriz') „durch etwas hindurch“, про (pro) „über (Thema)“, через (čerez) „durch/über“, по (po) „durch, auf, entlang“ sowie (im Falle von Richtungsangaben) bei у/в (u/v) und на (na):
  - pro: про що ви розмовляєте? (pro ščo vy rozmovljájete?) „worüber sprecht ihr?“, я про нього нічого не знаю (ja pro n'óho ničóho ne znáju) „ich weiß nichts über ihn“, про мене (pro méne) „wie du willst, wie es dir gefällt“.
  - čerez: čerez rik „in einem Jahr (von jetzt ab)“, čerez ríčku „über den Fluss“, itý čerez lis „durch einen Wald gehen“, čerez dorohu vid domu - mahazyn „von unserm Haus aus über die Straße gibt es ein Geschäft“; povidómyty johó čerez kóhos' „ihn durch jemanden benachrichtigen“.

- Bei neutralen Substantiven haben Nominativ und Akkusativ gewöhnlich jeweils die gleiche Form.
- Der Akkusativ hat nur bei Substantiven der ersten Deklination sowie bei Adjektiven und Pronomen auf -(j)a im Singular eine besondere Form auf -(j)u.
- Ansonsten verwendet man für seine Funktion bei unbelebten Substantiven den jeweiligen Nominativ, bei belebten (Menschen, Tieren) den jeweiligen Genitiv. Dies gilt auch für Pronomen als Stellvertreter von Substantiven und Adjektive als nähere Beschreibungen.
- Diese Regeln gelten auch für Adjektive. Feminine Adjektive im Singular haben wie Substantive die Akkusativendung -у/ю (-u/ju).

#### Instrumental
- Der Instrumental gibt unter anderem das Werkzeug an, mit welchem eine Handlung ausgeführt wird (womit?):
олівцем (olivcem) „mit dem/einem Bleistift“, яким чином? - таким чином (jakym čynom? - takym čynom) „wie? - so (auf solche Weise)“.
- Ebenso das Transportmittel: літаком (litakom) „mit dem Flugzeug“.
- Bei Lebewesen gibt es zusammen mit der Präposition з/зі (z/zi) „(zusammen) mit“ die Begleitung an: він пішов до школи зі сестрою (vin pišov do školy zi sestroju) „er ging mit [seiner] Schwester zur Schule“.
- Der Instrumental steht ohne Präposition bei Hindurch- oder Entlangbewegungen.
- Er steht als Argument bei Verben des Interesses oder der Mitwirkung:
цікавитися музикою (cikavytysja muzykoju) „sich für Musik interessieren“, займатися читанням (zajmatysja čytannjam) „sich mit Lesen beschäftigen“.
- Substantive stehen bei Angaben des Seins, Werdens und des Berufes im Instrumental:
Ким хочетe бути? - Перекладачкою (Kym chočete buty? - Perekladačkuju) „Was (eigtl.: zu wem) möchten Sie werden? - Übersetzerin“; він працює лікарем (vin pracjuje likarem) „er arbeitet als Arzt“.
- Der Instrumental steht nach den Präpositionen з/зі/із (z/zi/iz) in der Bedeutung „mit“, за (za) „hinter, hinter...her“, перед „vor“, над „über“, під „unter“ und між „zwischen“.

- Der Instrumental Singular wird folgendermaßen gebildet:
  - Substantive der ersten Deklination (auf -(j)a) haben je nach Stammauslaut die Endungen -ою/ею/єю (-oju/eju/jeju).
  - Maskulina der zweiten Deklination haben analog -ом/ем/єм (-om/em/jem).
Gleiches gilt für die Neutra der zweiten Deklination; nur die Neutra auf -ja haben die Endung -ям (-jam).
  - Femina der 3. Deklination enden auf -ю (-ju).
  - Bei Neutra der 4. Deklination wird zur Grundform ein -м (-m) hinzugefügt.
- Bei maskulinen und neutralen Adjektiven hat der Instrumental Singular die Endung -ім (-im), feminine haben -ою (-uju).
- Zur Bildung des Instrumental Plural bei Substantiven und Adjektiven fügt man der jeweiligen Dativ-Plural-Endung ein -и (-y) hinzu (es entstehen die Endungen -aми/ями; ими/iми/їми (-amy/jamy; ymy/imy/jimy)).

#### Lokativ
- Der Lokativ wird häufig zusammen mit einer Präposition in Ortsangaben (wo?) verwendet:
Книга – на столі (knyha - na stoli) „das Buch ist auf dem Tisch“.
- Er steht nach den Präpositionen о/об (o/ob) „um (Uhrzeit)“ und при (pry) „bei“ sowie (im Falle von Ortsangaben) nach у/в (u/v) und на (na):
  - u/v steht
- für Ortsangaben auf begrenzten Flächen oder in Gebäuden:
у ресторані (u restorani) „im Restaurant“, v universytéti „in der Universität“, u mahazýni „im Geschäft“, u teátri „im Theater“;
- für Städte: в Києві „in Kiew“, u místi „in der Stadt“;
- außerdem: в армії (v ármiji) „in der Armee“, в Європі (v Jevrópi) „in Europa“.
  - na steht
- für Ortsangaben auf flache, unbegrenzten Flächen: na stadióni „im Stadion“, na mísci/plóšči „auf dem Platz“, na vúlyci „auf der Straße“, на сонці (na sónci) „in der Sonne“;
- in Veranstaltungen: на концерті (na koncerti) „auf dem Konzert“;
- für 'auf': на столі (na stolí) „auf dem Stuhl“;
- für 'um' mit Komparativ: на метр коротший (na metr korótšyj) „um einen Meter kürzer“;
- bei der Uhrzeit: piv na šóstu „(es ist) halb sechs“, čvert' na šóstu „(es ist) viertel nach fünf“;
- bei Angaben von Umständen: на біду (na bidú) „leider“, на швидку руку (na švydkú rúku) „in Eile“, на його очах (na johó očách) „in seiner Gegenwart“;
- außerdem: на цей раз (na céj raz) „für diesmal“; на (візьми)! (na viz'my!) „hier!, nimm!, halt mal!“.
  - o(b) steht bei der Uhrzeit: о третій годині (o tretij hodýni) „um drei Uhr“.
  - pry steht
- für Umstände: при денному світлі (pry dénnomu svítli) „bei Tageslicht“, при малярії (pry maljaríji) „bei einem Malariafall“, при існуючих умовах (pry isnújučych umóvach) „unter den gegebenen Umständen“, при умові, що (pry umóvi, ščo) „unter der Bedingung, dass“;
- für ortsähnlichen Angaben wie: при ньому (pry n'ómu) „bei ihm“, при мені (pry mení) „in meiner Gegenwart“, у ме́не не бу́ло при собі́ гро́шей „ich hatte keine Geld bei mir“.

- Bildung des Lokativ Singular:
  - Maskulina auf -k haben die Endung -(j)u:будинок -> у будинку „Gebäude -> im Gebäude“;
Ebenso: у снігу (u snihu) „im Schnee“, у саду (u sadu) „im Garten“, у гаю (u raju).
  - Maskuline Personenbezeichnungen haben -ovi / -(j)evi:
на батькові (na bat'kovi), на ковалеві (na kovalevi), на водієві (na vodijevi).
  - Vor der sonst verwendeten Endung -i gibt es bei einigen Konsonanten einen Lautwechsel:
 рука -> в руці (ruka -> v ruci), нога -> на нозі (noha -> na nozi), поверх -> на поверсі (poverch -> poversi).
- Im Plural steht die Endung -(j)ach.
- Maskuline und neutrale Adjektive haben im Lokativ Singular -ому (-omu), bei feminen steht die gleiche Endung wie im Dativ Singular, -ій/їй (-ij/jij).
Im Lokativ Plural steht bei Adjektiven -ix/їх (-ich/jich).

#### Vokativ
- Der Vokativ ist die Form der direkten Anrede (wie 'Herr Müller! Peter! Mein Freund!'). Er findet daher besonders bei Namen von Personen Verwendung.

- Nur maskuline oder feminine Substantive im Singular haben eine besondere Form für den Vokativ.
Ansonsten verwendet man für die Funktion des Vokativs die jeweilige Form des Nominativs.
- Die meisten hartstämmigen Maskulina enden auf -e: Максиме! Петре! (Maksyme! Petre!) „Maxim! Peter!“.
Dabei kann es zu einem Konsonantenwechsel kommen: друже! хлопче! (druže! chlopče!) „Freund! Junge!“.
- Ein paar maskuline Substantive (besonders Verwandtschaftsbezeichnungen), von denen die meisten auf -ко/-к enden, haben die Endung -y (-u): дядьку! (djad'ku!) „Onkel!“, Влодку! (Vlodku!), сину! (synu!) „Sohn!“, тату! (tatu!) „Papa!“.
- Auch weichstämmige Femina enden auf -e: столице! (stolice!) „Hauptstadt!“.
- Weichstämmige feminine Vornamen, die auf Konsonant + -я (-ja) enden, ersetzen diesen Ausgang durch -ю (-ju):
Наталю! Катрусю! (Natalju! Katrusju!) „Natalja! Katrusja!“.
- Adjektive und Pronomen kennen keine besonderen Endungen für den Vokativ.

## Verbalflexion
Bei allen Verben unterscheidet man jeweils infinite und finite Formen. Erstere werden nach Aspekt unterschieden und wie Nomen flektiert, letztere dagegen werden nach Person und Numerus, Tempus und Modus konjugiert.

### Infinite Formen
- Im Ukrainischen gibt es einen Infinitiv, ein Verbalnomen und 4 (von 5 im Urslawischen vorhandenen) Partizipien, von denen 2 als Gerundium verwendet werden können.
- Von einem Partizip Präsens Passiv sind nur noch in ein paar zu selbständigen Wörtern erstarrte Formen auf -myj erhalten:
відомий (vidómyj) „wohlbekannt, berühmt“,
знайомий (znajómyj) „vertraut / bekannt (mit)“.

#### Infinitiv
Diese Form findet man in Wörterbüchern angegeben.
- Der Infinitiv endet bei allen Verben auf -ty: мати (máty) „haben“.
Bei reflexiven Verben wird das Reflexivsuffix nachgestellt: дивитися (dyvýtysja) „anschauen“.
- Bei einigen Verben trägt die Endung den Wortakzent, z. B.:
іти (itý) „gehen“, плести (plestý) „flechten“, нести (nestý) „tragen“.
- Der Stamm des Präsens Indikativ wird bei vielen Verben um eine Silbe erweitert:
  - Um einen Vokal: писати - я пишу (pysáty - ja pyšú) „schreiben - ich schreibe“...
  - Um -va-: малювати - я малюю (maljuváty - ja maljúju) „malen - ich male“.
- Bei einigen Verben gibt es Kontraktionen aus Verbstamm und Infinitivendung:
  - Der letzte Konsonant fällt aus: іти - я йду (itý - ja jdú) „gehen - ich gehe“
  - Ein d oder t vor der Infinitivendung wird zu s (s. den Abschnitt Dissimilation):
класти - я кладу (klásty - kladú) „legen - ich lege“.
- Der Infinitiv zu є (je) ist бути (búty) „sein“.

#### Partizip Präsens Aktiv
- Diese Form wird gebildet, indem die Endung -ть (-ty) der 3. Person Plural Präsens Indikativ durch -чий (-čyj) ersetzt wird.
- In gelegentlicher adjektivischer Verwendung wird die entstehende Form wie ein hartstämmiges Adjektiv flektiert.
- Das hieraus abgeleitete Gerundium trägt die Endung -чи (-čy):
знаючи (znajučy) „wissend, im Wissen; englisch: knowing“.

#### Partizip Präteritum Aktiv I (L-Partizip)
- Dieses Partizip wird zur Bildung des finiten Präteritums verwendet:
він був „er war“ (wörtlich: 'er - der gewesene').
- Selten findet man es als aus intransitiven Verben gebildetes Adjektiv:
почорнити -> почорнілий (počornýty -> počornílyj) „schwarz geworden“.
- Es wird gebildet, indem die Infinitivendung -ty durch -лий (-lyj) (flektiert wie ein Adjektiv) bzw. -в (-v) ersetzt wird.
Es gibt unregelmäßige Verben:
  - іти -> ішов, ішла... (itý -> išóv, išlá) „gehen“,
  - їсти -> їв, їла... (jísty -> jiv, jila) „essen“.
  - Bei reflexiven Verben wird dem Partizip das Reflexivsuffix nachgestellt:
дивитися -> дивився, дивилася... (dyvýtysja -> dyvyvsja, dyvylasja) „anschauen“.
- Für das finite Präteritum zusammen mit einem Subjekt werden nur folgende Formen benutzt:

|                    | Singular    | Plural    |
| ------------------ | ----------- | --------- |
| Maskulines Subjekt | -в (-v) (!) | -ли (-ly) |
| Feminines Subjekt  | -ла (-la)   | -ли (-ly) |
| Neutrales Subjekt  | -ло (-lo)   | -ли (-ly) |

#### Partizip Präteritum Aktiv II
- Auch dieses Partizip wird meistens als Gerundium verwendet.
- Es wird gebildet, indem an das L-Partizip auf -в (-v) das Suffix -ший (-šyj) angehängt wird.
Im Gerundium steht dann die Endung -ши (-šy):
знати -> знавши (znaty -> znavšy) etwa: „wissen -> gewusst habend“.

#### Partizip Präteritum Passiv (PPP)
- Nur dieses Partizip wird gemeinhin als Adjektiv verwendet.
- Es wird gebildet, indem der Infinitiv-Stamm je nach Verb eventuell um ein -a- oder -e- erweitert wird; anschließend hängt man eines der Suffixe -tyj oder -nyj an. (Es scheint keinen Unterschied zu geben, welches von beiden verwendet wird.)
жати -> жатий (žáty -> žatyj) „mähen -> gemäht“,
лишити -> лишений (lyšýty -> lyšenyj) „verlassen“.
- Verben der Klasse 4 werden dabei jotifiziert:
пекти -> печений (pektý -> pečenyj) „backen -> gebacken“.

#### Verbalnomen
- Diese Form wird gebildet, indem das PPP durch -nnja ersetzt wird:
питати -> питання (pytáty -> pytánnja) „fragen -> Frage“,
замовляти -> замовлення (zamovljáty -> zamóvlennja) „bestellen, tun lassen -> Bestellung/Befehl“.
- Ein betontes -e- vor dieser Endung wird hierbei zu i.
- Das hieraus entstehende Substantiv wird wie ein neutrales Nomen der 2. Deklination auf '-ĭje' flektiert.

### Finite Formen
- Von den Tempora und Modi des Urindogermanischen ist nur das Präsens im Indikativ und Imperativ erhalten geblieben. (Die alten Formen Imperfekt, Aorist und Plusquamperfekt sind wie im modernen Russisch und Polnisch verloren gegangen.)
- Das Futur der imperfektiven Verben und Konditionalformen werden durch ein Hilfsverb bzw. durch ein aus einem Hilfsverb entstandenes Suffix gebildet.
- Die Vergangenheit wird durch ein Partizip gebildet, ein finites Hilfsverb fehlt.

#### Indikativ

##### Präsens Indikativ
Angewendet auf ein imperfektives Verb wird etwas über die Gegenwart ausgesagt, angewendet auf ein perfektives Verb sagt man etwas über einen in der Zukunft abzuschließenden Vorgang aus.

##### Präteritum Indikativ
- Die Vergangenheit wird in beiden Aspekten allein mithilfe des L-Partizips gebildet.

##### Futur
Das Futur kann einerseits durch Suffixe, andererseits durch das im Präsens Indikativ konjugierte Hilfsverb buty + Infinitiv gebildet werden. Im Folgenden sind beide Bildungsweisen am Beispiel des Verbs їсти (jísty) „essen“ dargestellt; was jeweils angehängt wird, ist in der Umschrift unterstrichen dargestellt:
| Futur            | Futur                                                               |
| ---------------- | ------------------------------------------------------------------- |
| ich werde essen  | я їстиму (ja jistymu) я буду їсти (ja búdu jísty)                   |
| du wirst essen   | ти їстимеш (ty jistymeš) ти будеш їсти (ty búdeš jísty)             |
| er wird essen    | він їстиме (vin jistyme) він буде їсти (vin búde jísty)             |
| wir werden essen | ми їстимо (my jistymo) ми будемо їсти (my búdemo jísty)             |
| ihr werdet essen | ви їстимете (vy jistymete) ви будете їсти (vy búdete jísty)         |
| sie werden essen | вони їстимуть (voní jistymut') вони будуть їсти (voní búdut' jísty) |